# Włodowice (gmina)
Włodowice – gmina miejsko-wiejska w Polsce położona w województwie śląskim, w powiecie zawierciańskim. W latach 1975–1998 gmina administracyjnie należała do województwa częstochowskiego.
Siedziba gminy to Włodowice.
Według danych z 31 grudnia 2021 roku gminę zamieszkuje 5138 osób.
Wieś Włodowice istniała już na początku XIII wieku. Pierwsza o niej wzmianka pochodzi z 1220 roku, kiedy to Włodowice częściowo były własnością książęcą, częściowo zaś w posiadaniu klasztoru mstowskiego. W tymże roku biskup krakowski Iwo Szawłowicz Odrowąż wydał klasztorowi Kanoników Regularnych w Mstowie pergamin uposażeniowy, w którym, między innymi, wymienione są Włodowice.
W 1327 roku król Władysław Łokietek zamienia z klasztorem w Mstowie wsie Komorniki i Skarżyce na wieś Włodowice i Parkoszowice. Z rąk królewskich przeszły Włodowice w ręce Włodka II, herbu Sulima z Charbinowic (wynika to z dokumentu nadawczego Władysława Jagiełły, datowanego 27 września 1386 r.). Następca Włodka, Bartosz Włodek Sulimczyk sprzedaje Włodowice w roku 1470 mieszczanom krakowskim: Imbramowi i Piotrowi Salomonowiczom. Od Salomonowiczów Włodowice przeszły w ręce Jana Feliksa Rzeszowskiego, prepozyta przemyskiego, później Jana Pileckiego, a następnie Mikołaja Pileckiego.
Dokument Władysława Łokietka z 1327 roku, wymienia tę osadę jeszcze jako wieś, natomiast określenie "oppidum" pojawia się przy nazwie Włodowice po raz pierwszy w dokumencie Władysława Jagiełły z 1386 roku, przy okazji nadania tego miasta Włodkowi z Charbinowic, później z Ogrodzieńca, herbu Sulima, podówczas cześnikowi krakowskiemu. Kiedy nastąpiła lokacja osady dokładnie nie wiadomo. Przypuszczalnie akcja ta miała miejsce w latach panowania Kazimierza Wielkiego lub, co mniej prawdopodobne, w okresie andegaweńskim.
Około roku 1470 Jan Bartosz Włodek z Ogrodzieńca sprzedał Włodowice wraz z kilkoma wsiami mieszczanom krakowskim: Ibrachimowi i Piotrowi Salomonowiczom. Spisującym w owym czasie swoją "księgę beneficjów" Jan Długosz, odnotował istnienie w tym mieście kościoła parafialnego. Niebawem Salamonowicze odstąpili część majątku Rzeszowskim, a ci z kolei, w 1492 roku, zamienili dobra włodowickie z Janem z Pilicy herbu Leliwa, na Zawiercie z dopłatą 8000 złotych węgierskich. W rękach Pileckich pozostawało miasto do roku 1523, wtedy bowiem zakupił je Jan Boner. Wnukowie tegoż Jana: Seweryn i Fryderyk Bonerowie, wraz z matką Jadwigą Kościelecką, zamienili w 1571 roku miejscową świątynię na zbór ariański, który kolejny właściciel osady, Mikołaj Firlej, przywrócił kościołowi rzymskokatolickiemu. Firlejowie weszli w posiadanie Włodowic dzięki małżeństwu Jana Firleja z Zofią, siostrą wspomnianych wyżej Seweryna i Fryderyka Bonerów. Dzierżyli oni ten majątek do roku 1669, po czym odstąpili go Stanisławowi Warszyckiemu herbu Abdank, kasztelanowi krakowskiemu. Po Warszyckich, drogą koligacji rodzinnych, Włodowice znalazły się w kompleksie majątkowym Męcińskich herbu Poraj, którzy pozostali właścicielami osady aż do początków XIX wieku. Niewątpliwie prywatny charakter miasta i wyjątkowo częste zmiany właścicieli nie sprzyjały poważniejszemu rozwojowi społeczno-gospodarczemu. Taki przebieg procesu historycznego spowodował, iż we Włodowicach nie wykształciła się nigdy struktura społeczna o charakterze zdecydowanie miejskim, chociaż osada usytuowana była przy ważnym w tej części kraju szlaku komunikacyjnym.
W 1581 roku żyło tu zaledwie 3 rzemieślników i 3 komorników. Również zaludnienie Włodowic nie było zbyt imponujące, skoro w roku 1662 liczba mieszkańców wynosiła zaledwie 382 osoby. Zaznaczyć jednak należy, że był to okres szczególnie niepomyślny w dziejach miasta, lata "potopu" szwedzkiego upamiętniły się bowiem poważnymi zniszczeniami i znacznym wyludnieniem osady. Stale funkcjonowały natomiast urzędy typowe dla ośrodków miejskich. Szesnastowieczne źródła odnotowują kolejnych wójtów, burmistrzów i rajców miasta, poświadczając jednocześnie ich ożywioną działalność. Niedorozwój rzemiosła sprawił stosunkowo późne ukształtowanie się organizacji cechowej. Istnienie cechów włodowickich było niezaprzeczalnym faktem dopiero w drugiej połowie XVIII wieku, kiedy właściciel miasta zatwierdził ich przywileje. Znacznie wcześniej, bo w roku 1603, ksiądz Jan Firlej założył miejscowy szpital - przytułek.
Pod koniec XVIII wieku Włodowice liczyły około 700 mieszkańców i 140 domów, oprócz kościoła i dworu całkowicie drewnianych. W mieście pracowały 3 młyny, istniała karczma i browar, a nawet niewielka szkoła. Zdecydowana większość mieszkańców parała się rolnictwem. Niewiele zmian w zagraryzowanym obrazie osady przyniósł również wiek dziewiętnasty.
Do roku 1831, po Męcińskich, Włodowice przeszły w ręce Poleskich. Jeden z tejże rodziny - Michał Poleski, herbu Poraj, powstaniec z 1863 r. i więzień X pawilonu warszawskiej cytadeli, osiadł w roku 1870 we Włodowicach. Wkrótce po tym Włodowice zyskały nazwę Aten Okulskich, bowiem były ośrodkiem wiedzy, kultury i wszelakiej nauki. Michał Poleski założył, w starym dworzyszczu włodowickim, prywatną szkołę agronomiczną. Przy szkole (własnym kosztem) urządził laboratorium chemiczne i fizyczne. W pokojach tzw. królewskich urządził bibliotekę liczącą przeszło 10 000 tomów, archiwum starych i cennych akt i dokumentów po dawnych dziedzicach Włodowic: Bonarach, Firlejach, Warszyckich i Męcińskich. W kilku pokojach umieszczone były kolekcje minerałów i okazy paleontologiczne zebrane z terenu całej Polski, zbiór flory krakowskiej umieszczonej w olbrzymich zielnikach. Do pałacu włodowickiego przyjeżdżali uczeni z Polski i z zagranicy.
Włodowice ostatecznie utraciły prawa miejskie w 1870 roku.
W czasie I wojny światowej Michał Poleski przeniósł się do Warszawy, gdzie zmarł 20 kwietnia 1917 r. i został pochowany na cmentarzu powązkowskim.

## Struktura powierzchni
Według danych z roku 2019 gmina Włodowice ma obszar 76,8 km², w tym:
- użytki rolne: 57%
- użytki leśne: 32%

Gmina stanowi 7,7% powierzchni powiatu.

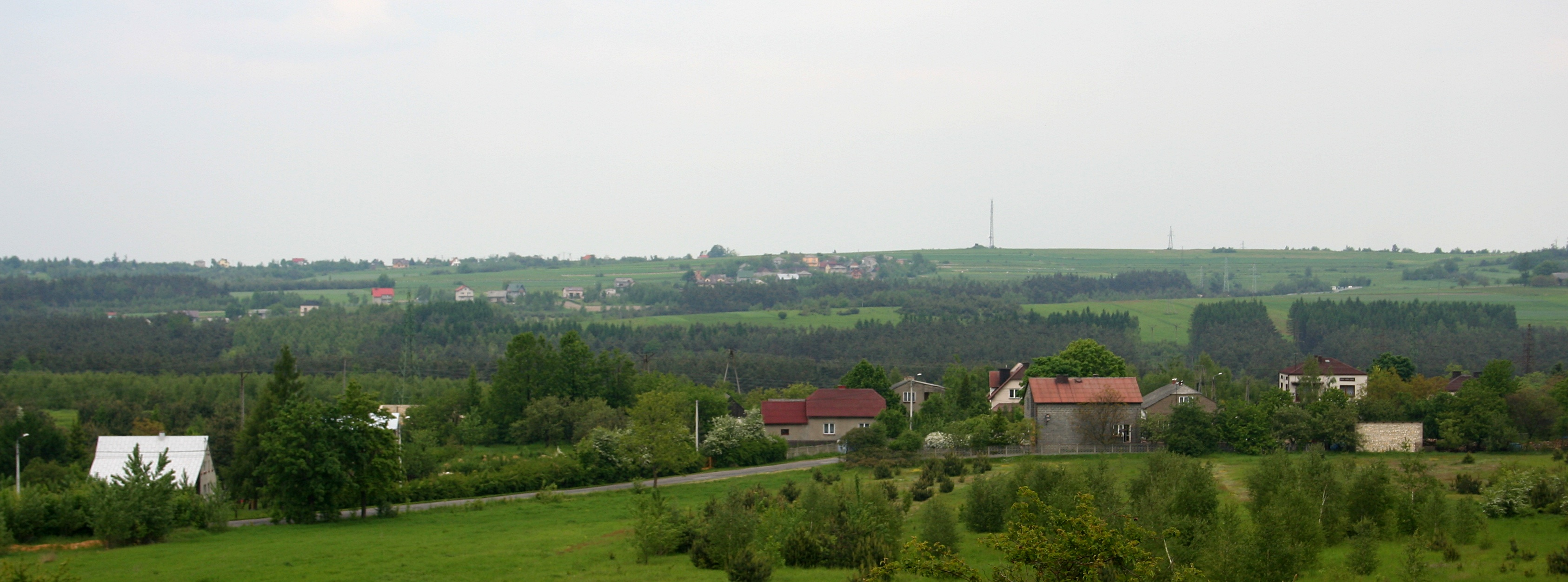
Północno-wschodnia część gminy. Widok ze strony Skał Rzędkowickich

## Demografia
Dane z 31 grudnia 2021 roku:
| Opis                              | Ogółem | Ogółem | Kobiety | Kobiety | Mężczyźni | Mężczyźni |
| --------------------------------- | ------ | ------ | ------- | ------- | --------- | --------- |
| jednostka                         | osób   | %      | osób    | %       | osób      | %         |
| populacja                         | 5138   | 100    | 2632    | 51,2    | 2506      | 48,8      |
| gęstość zaludnienia (mieszk./km²) | 68     | 68     | 35      | 35      | 33        | 33        |

- Piramida wieku mieszkańców gminy Włodowice w 2021 roku.

## Miejscowości
Góra Włodowska, Hucisko, Kopaniny, Morsko, Parkoszowice, Rudniki, Rzędkowice, Skałka, Włodowice, Zdów.

## Sąsiednie gminy
Kroczyce, Myszków, Niegowa, Zawiercie, Żarki